# 霍图西采会战
霍图西采会战（英語：Battle of Chotusitz）是奧地利王位繼承戰爭中第一次西里西亚战争在1742年5月17日的戰役，以普軍勝利作結。

## 會戰之起
1740年12月，腓特烈大帝和施維林元帥率領八萬普軍南下突擊西里西亞，在莫爾維茨村引發莫爾維茨會戰。普王腓特烈親率2.16萬人與奈伯格將軍統率的1.9萬奧軍在此處決戰。最後奧軍因不敵普軍的猛烈炮火，被逼撤退。在莫爾維茨會戰後，普魯士與法國、巴伐利亞、 薩克森和西班牙結盟進攻奧地利，以加強攻勢。1742年1月，奧軍主動進攻巴伐利亞，以逼使巴伐利亞退出戰爭，並從而進逼波希米亞。腓特烈親率普、法、薩克森三國聯軍共3.4萬人進逼至奧地利邊境，在解除巴伐利亞與波希米亞的危機後，普軍調兵北向。洛林的卡爾親王便率3萬奧軍拊其側背，從摩拉維亞方向抄後路向腓特烈進攻，於1742年5月17日爆發霍图西采会战。

## 兩軍交鋒
這次戰役，普魯士的戰前偵察仍舊不好，腓特烈曾經判斷奧軍將從南面進軍，只有7、8千人，而實際上，奧軍主力28,000人從北面進逼普軍副司令，小安哈尔特-德绍親王利奧波德二世率領的普軍2/3兵力。偵察不力使得普魯士在開戰的時候有被分割消滅的危險，所幸腓特烈最終查知真實的戰場形勢，應對極為迅速，5月17日凌晨5點強行軍向副司令小利奧波德親王所部靠攏，7點半搶在奧軍進攻之前會合。因此霍图西采戰役是兩軍主力的一場遭遇戰。時間緊迫，普魯士軍隊沒有時間充分展開隊形，腓特烈的策略是，讓兩翼的騎兵率先發動進攻，以爭取時間，把步兵列成陣線。實戰序列，普軍在北奧軍在南，普魯士右翼布登布羅克中將的35個騎兵中隊，然後是腓特烈親領23個營步兵，隱藏在一列小丘後邊，奧軍看不到他們。戰線中段是吉茨中將的12營步兵，以霍图西采小鎮為支撐點進行防禦，再向左是瓦爾道中將的35中隊騎兵。整個戰線中段和左翼（吉茨和瓦爾道的部隊）由小利奧波德親王統一指揮。實際上，這個序列是後來才形成的，開戰之初，普軍兩翼騎兵發動攻勢，為步兵爭取時間，起初普魯士右翼的騎兵攻勢進展順利，突破了奧地利防線，但是巴登布魯克中將沒有能及時發展這個突破，反而停下來休整，重新編組隊形，給了奧軍一個組織反擊的機會。在奧地利主力的反擊之下，普魯士騎兵被逐退，上午9點半被趕出戰場。在左翼，瓦爾道將軍的運氣好一些，經過激戰，不僅突破奧軍戰線，而且向戰線中央迂回。
比兩翼所發生的激戰稍晚，奧地利卡爾親王集中中央步兵主力，向普軍支撐點霍图西采小鎮猛攻，利奧波德親王也集中力量死守，吸引奧軍攻勢。上午9點，小鎮在猛攻之下失守，但是普魯士軍隊沒有崩潰，而是稍稍後撤，在鎮外又組織起一條防線，顯示出頑強和鎮靜的素質。在這個過程中，奧地利主力漸漸地被吸引到小鎮周圍，猥集一團，完全沒有察覺到側翼隱蔽的腓特烈所率普軍。10點半左右，當腓特烈看到時機成熟，命令所部23個營步兵向奧地利中央卷擊。普魯士生力軍就像在訓練場上一樣，排著整齊的隊形，和著軍樂鼓點，以縱隊接敵，左轉成橫隊，排槍齊射。在那個單支槍械火力和精確度不高的年代，排槍齊射密集火力的殺傷效果是驚人的，奧地利中央主力受到奇襲，幾乎立即土崩瓦解，再加上迂回戰場的普魯士騎兵的打擊，30分鐘之內，這場戰役勝負已決。普魯士損失7,000人，奧地利損失6,330人（各方資料對死亡人數數字有很大出入），腓特烈獲得了由自己指揮的第一場大戰役的勝利。

## 結果
因為和上次勝利之後一樣的政治和戰略理由，腓特烈並不想對奧地利窮追猛打。反而跟瑪麗婭·特蕾西婭達成停戰協定，奧地利承認普魯士吞併西里西亞，普魯士則單獨退出戰爭，結束了第一次西里西亞戰爭，留下英法奧巴伐利亞各方繼續奧地利王位繼承戰。

## 參看
- 奧地利王位繼承戰爭
- 腓特烈二世 (普魯士)